# Гродівська волость
Гродівська волость — історична адміністративно-територіальна одиниця Бахмутського повіту Катеринославської губернії із центром у селі Гродівка.
Утворена наприкінці 1890-тих років виокремленням із Гришинської й Селидівської волостей.
За даними на 1908 рік у волості налічувалось 3 поселення, загальне населення волості  14 696 осіб (7296 чоловічої статі та 7400 — жіночої), 2069 дворових господарства.
У Гродівській волості  на хуторі Полтавка  народилася у 1899 році Катерина Тарасівна Панасенко - дружина відомого отамана Донецького кряжу Михайла Малашка